# Saison 2015 de l'équipe cycliste Lokosphinx

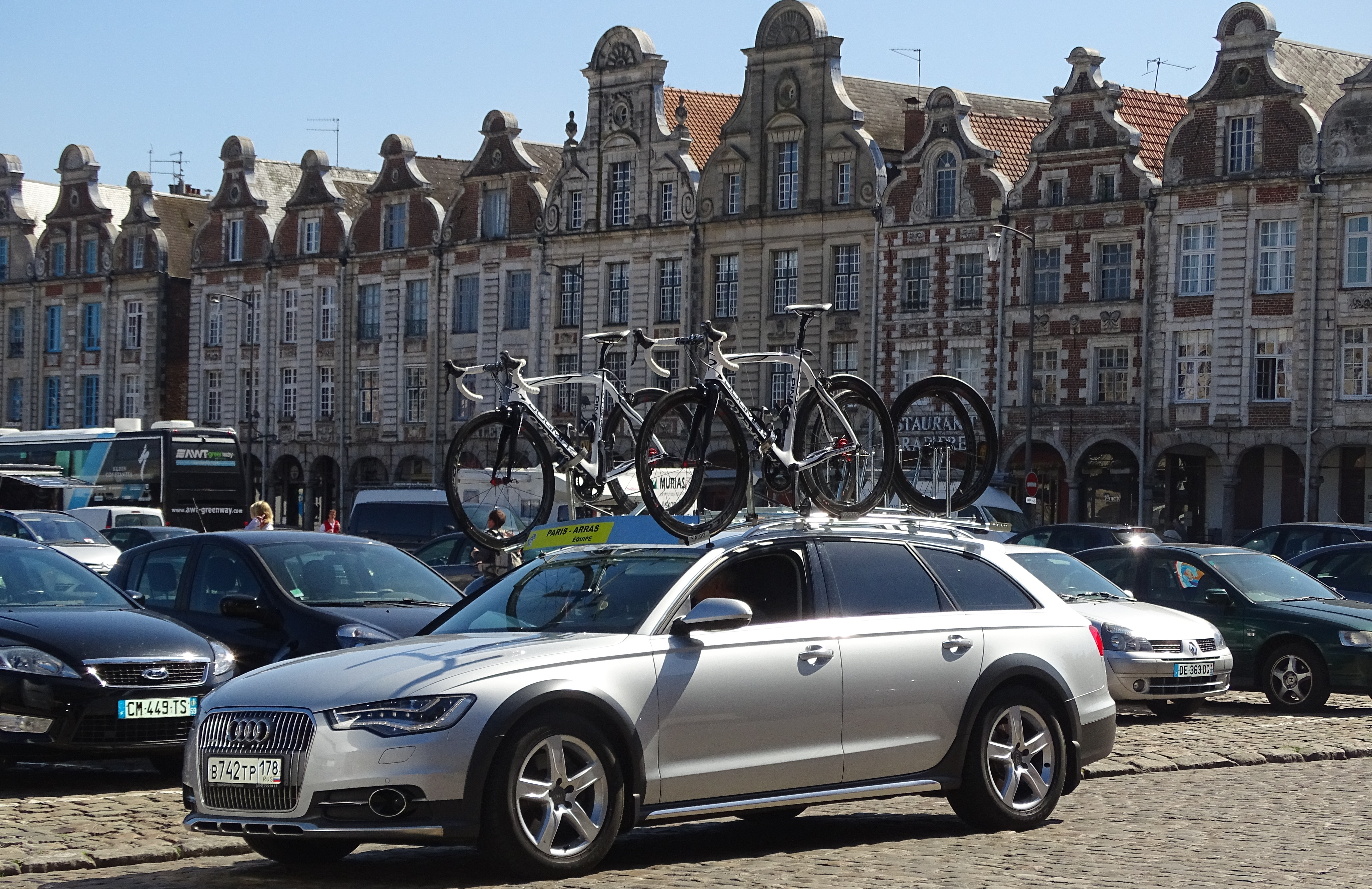
Une des voitures de l'équipe lors de la 3e étape du Paris-Arras Tour 2015 à Arras.

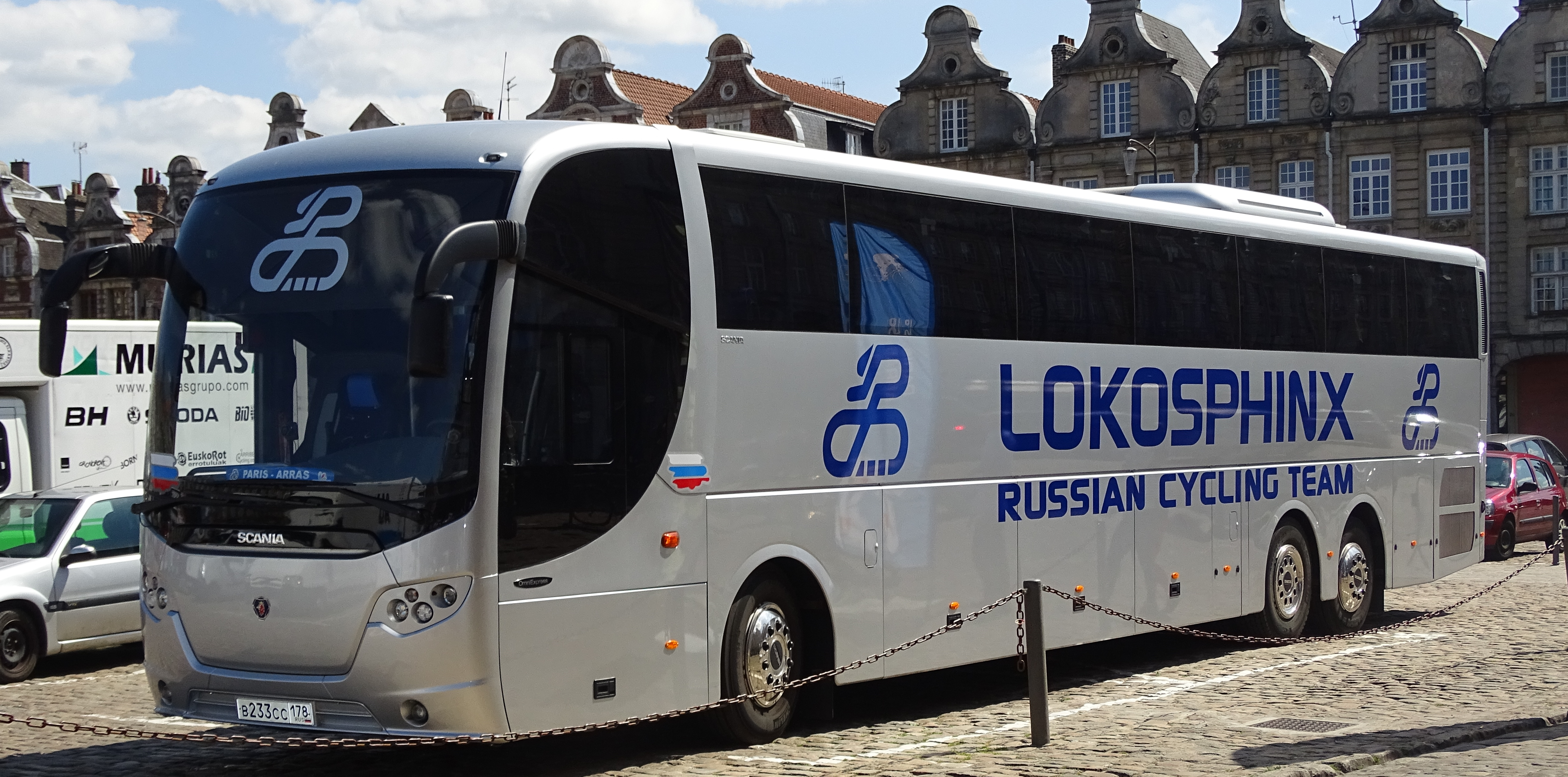
Le bus lors de la 3e étape du Paris-Arras Tour 2015.

La saison 2015 de l'équipe cycliste Lokosphinx est la septième de cette équipe.[réf. nécessaire]

## Préparation de la saison 2015

### Arrivées et départs
| Arrivées       | Équipe 2014 |
| -------------- | ----------- |
| Aucune arrivée |             |

| Départs             | Équipe 2015 |
| ------------------- | ----------- |
| Arkimedes Arguelyes |             |

## Coureurs et encadrement technique

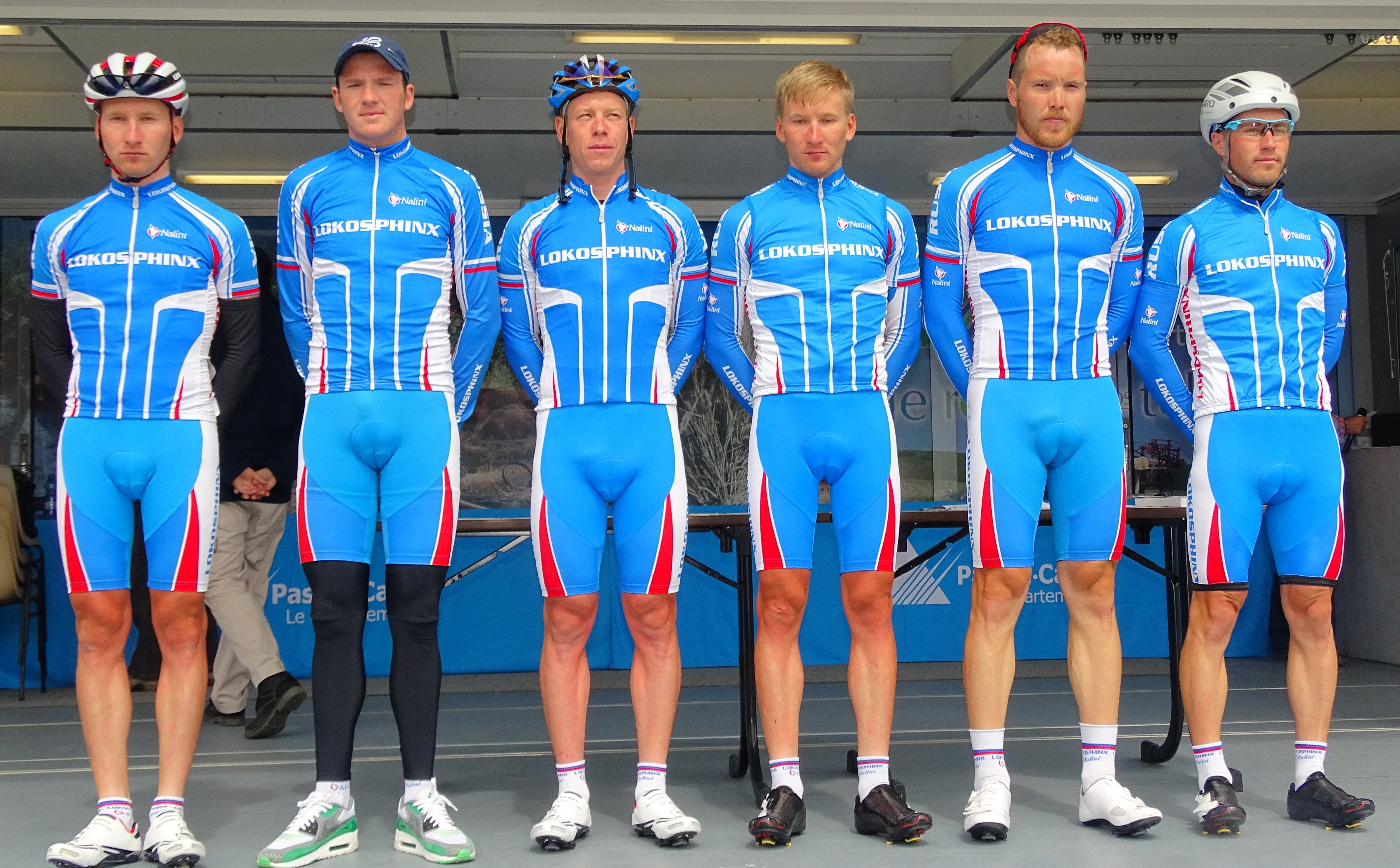
L'équipe lors du départ de la 2e étape du Paris-Arras Tour 2015 à Ficheux.

### Effectif
Dix coureurs constituent l'effectif 2015 de l'équipe.
| Cycliste          | Date de naissance | Nationalité | Équipe 2014 |  |
| ----------------- | ----------------- | ----------- | ----------- |  |
| Kirill Bochkov    | 27 février 1996   | Russie      |             |  |
| Pavel Karpenkov   | 4 mars 1992       | Russie      |             |  |
| Vasily Neustroev  | 8 janvier 1990    | Russie      | Lokosphinx  |  |
| Alexey Rybalkin   | 16 novembre 1993  | Russie      | Lokosphinx  |  |
| Evgeny Shalunov   | 8 janvier 1992    | Russie      | Lokosphinx  |  |
| Sergey Shilov     | 6 février 1988    | Russie      | Lokosphinx  |  |
| Dmitriy Sokolov   | 19 mars 1988      | Russie      | Lokosphinx  |  |
| Kirill Sveshnikov | 10 février 1992   | Russie      | Lokosphinx  |  |
| Alexander Vdovin  | 21 août 1993      | Russie      | Lokosphinx  |  |
| Sergey Vdovin     | 21 août 1993      | Russie      | Lokosphinx  |  |

Portraits
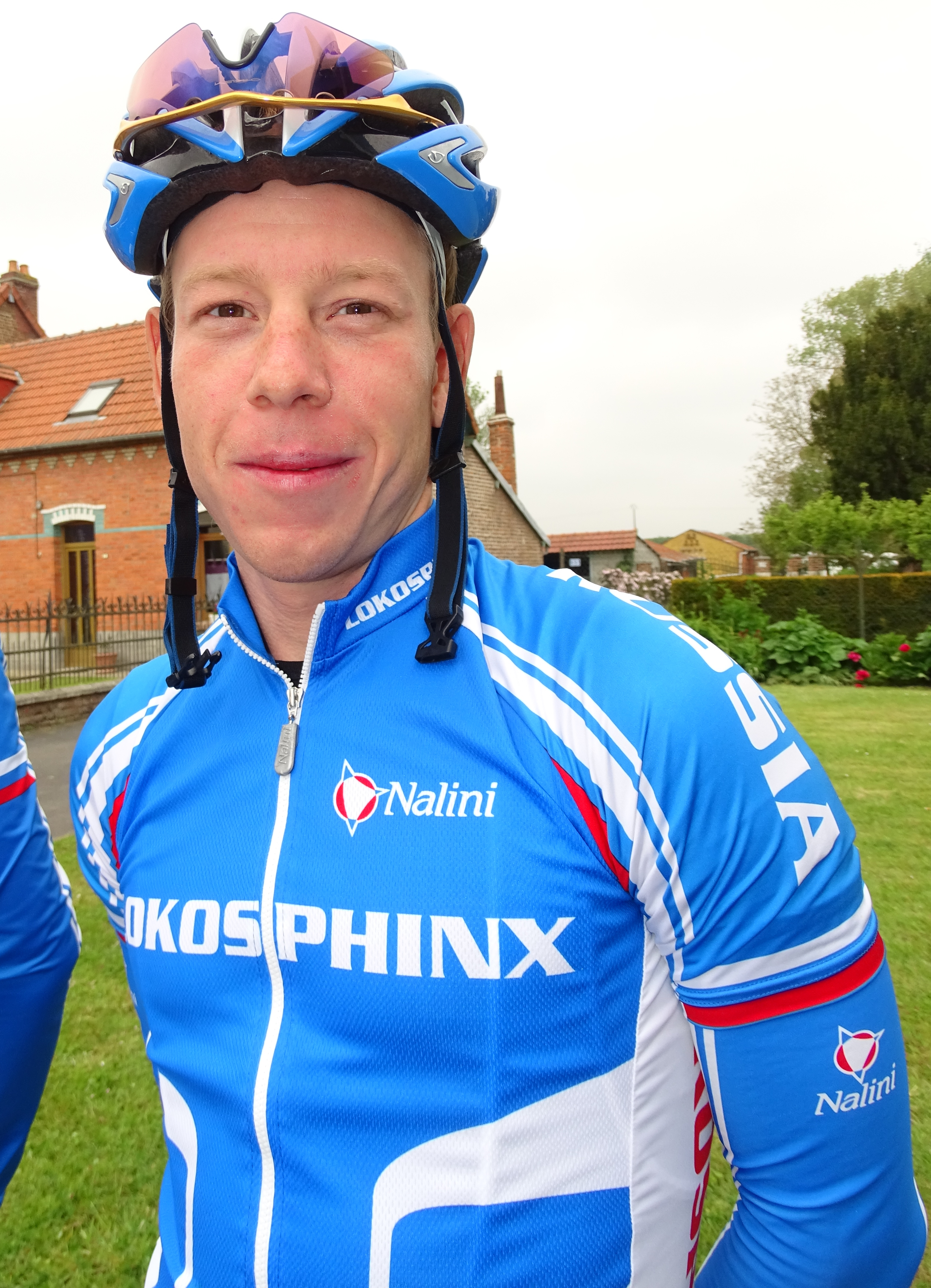
Sergey Shilov.
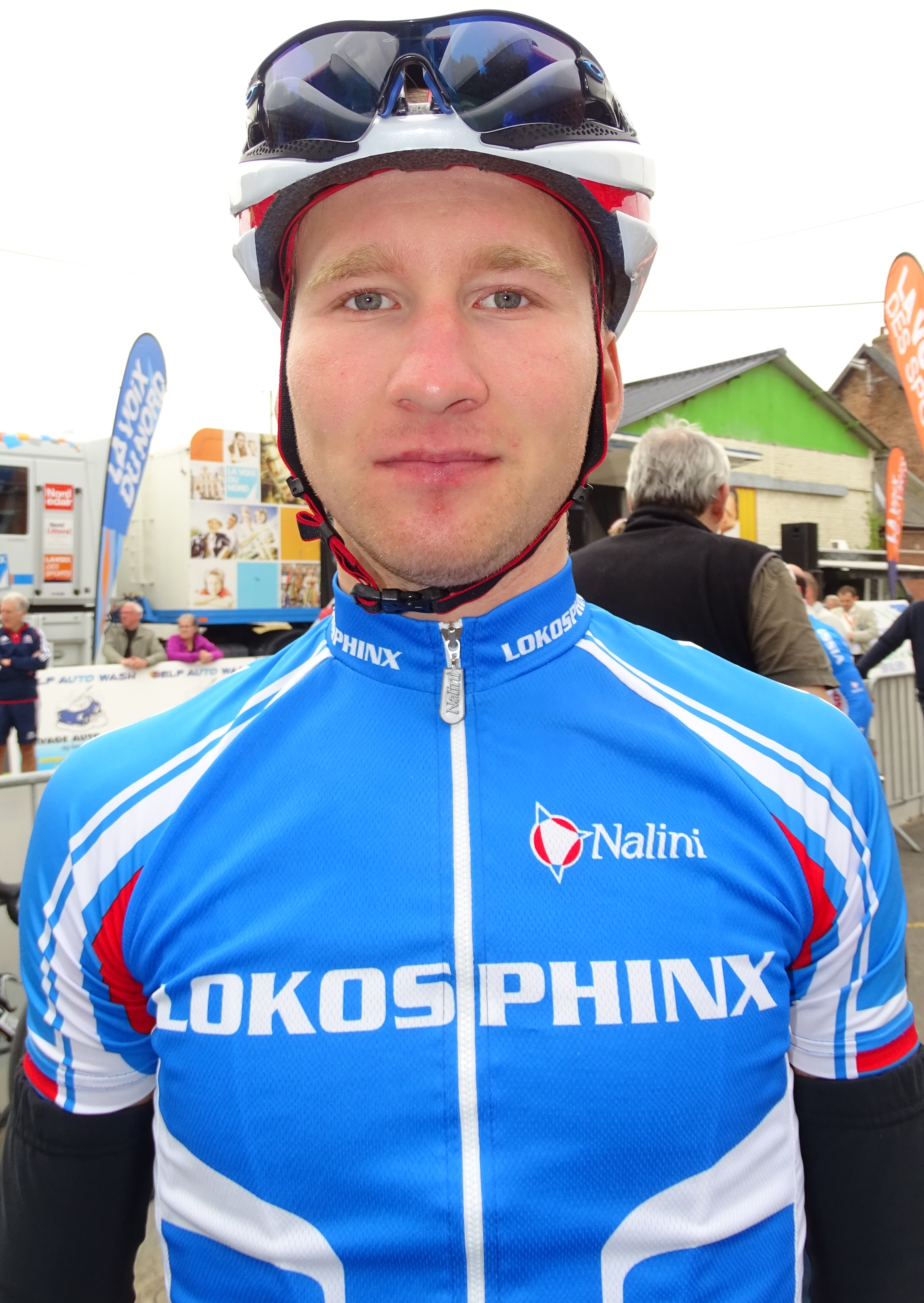
Alexander Vdovin
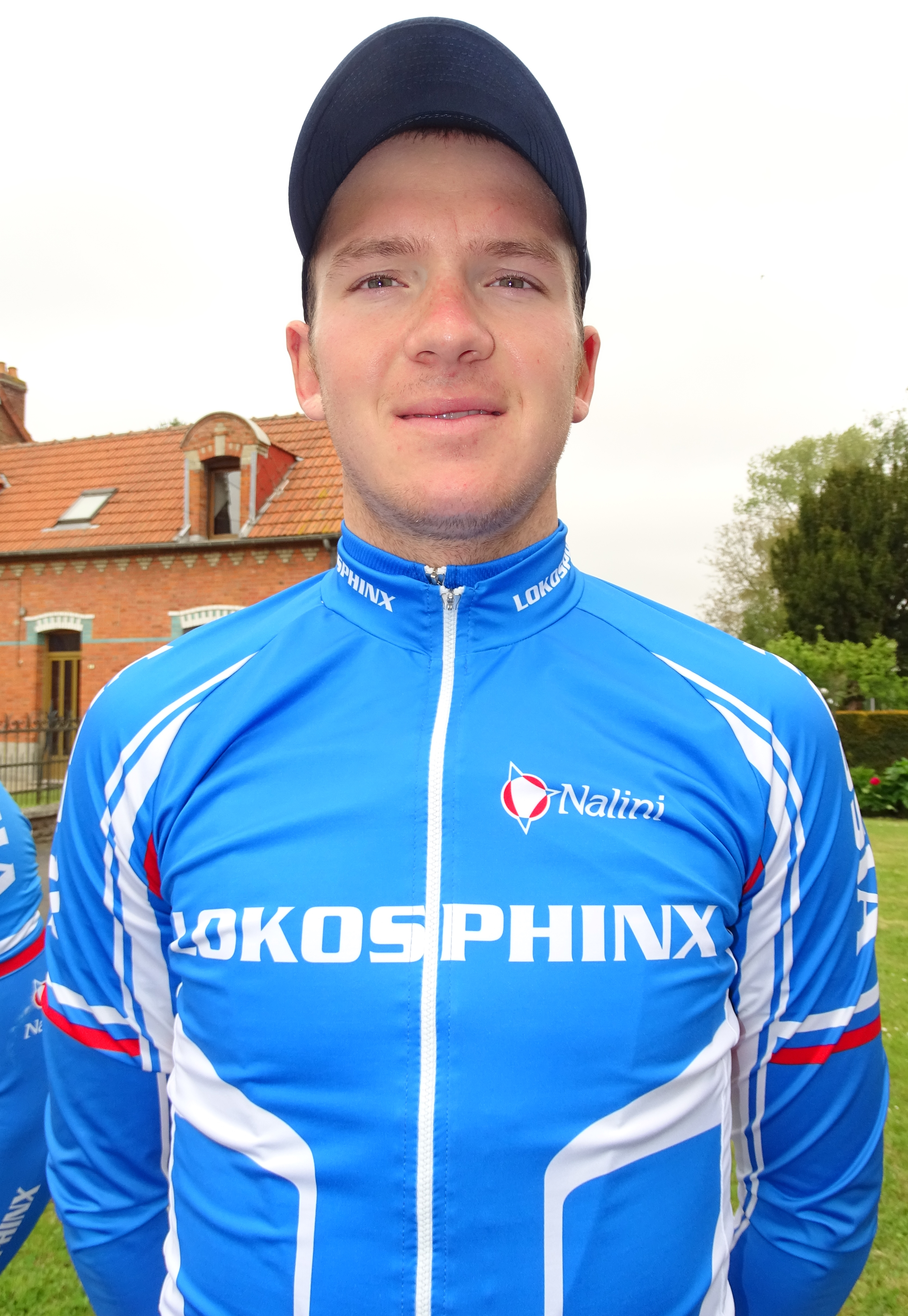
Dmitriy Sokolov.
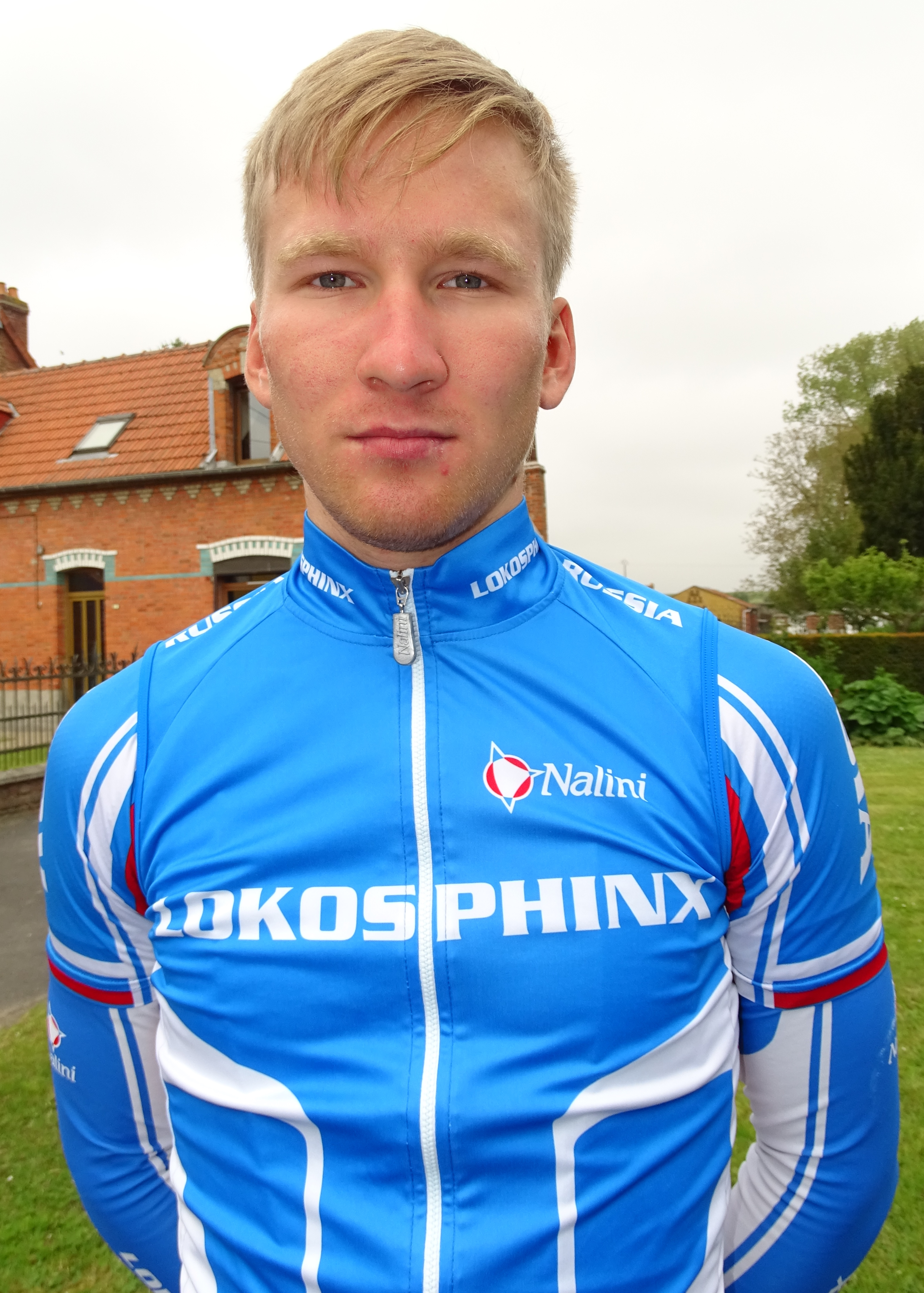
Sergey Vdovin.
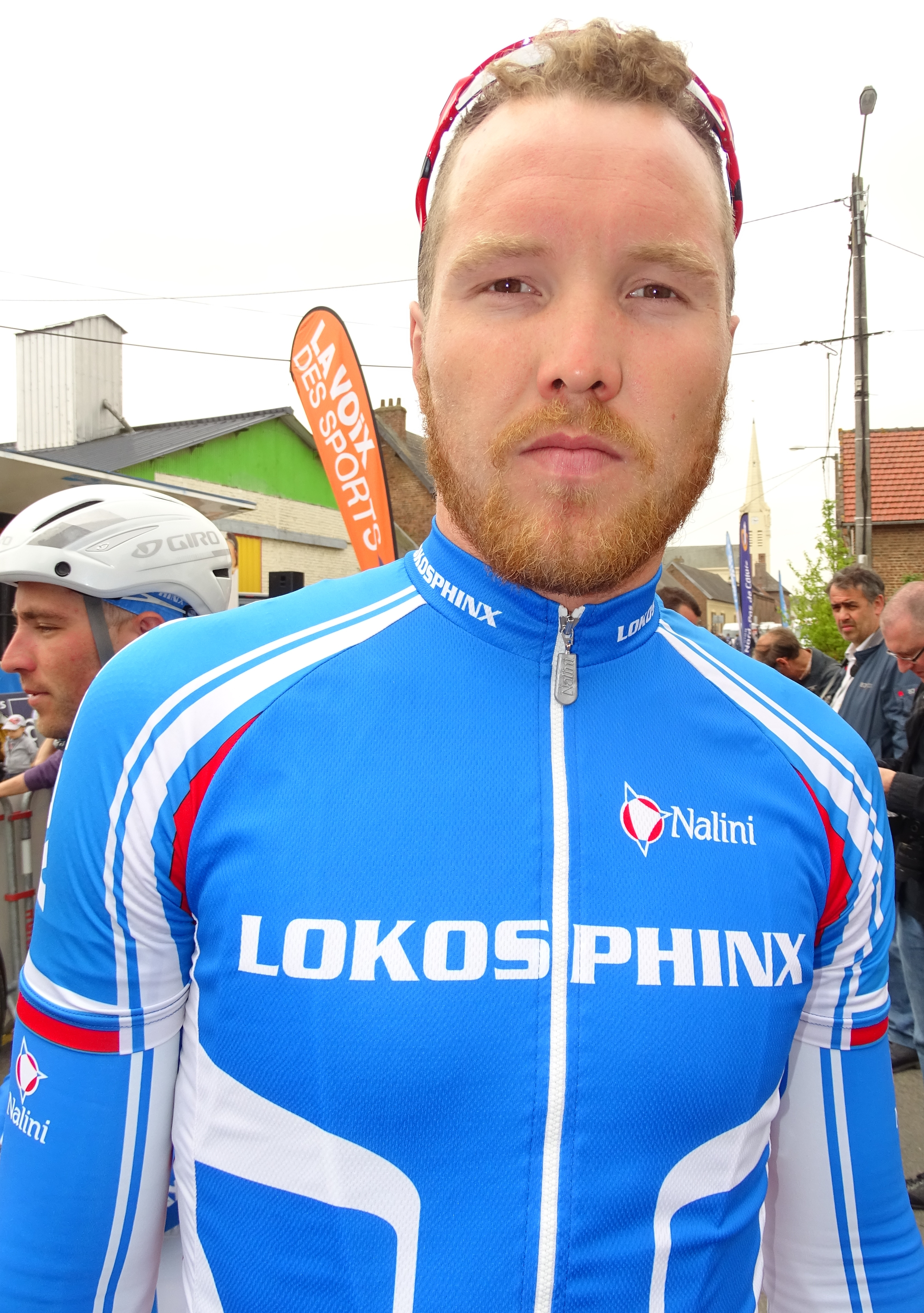
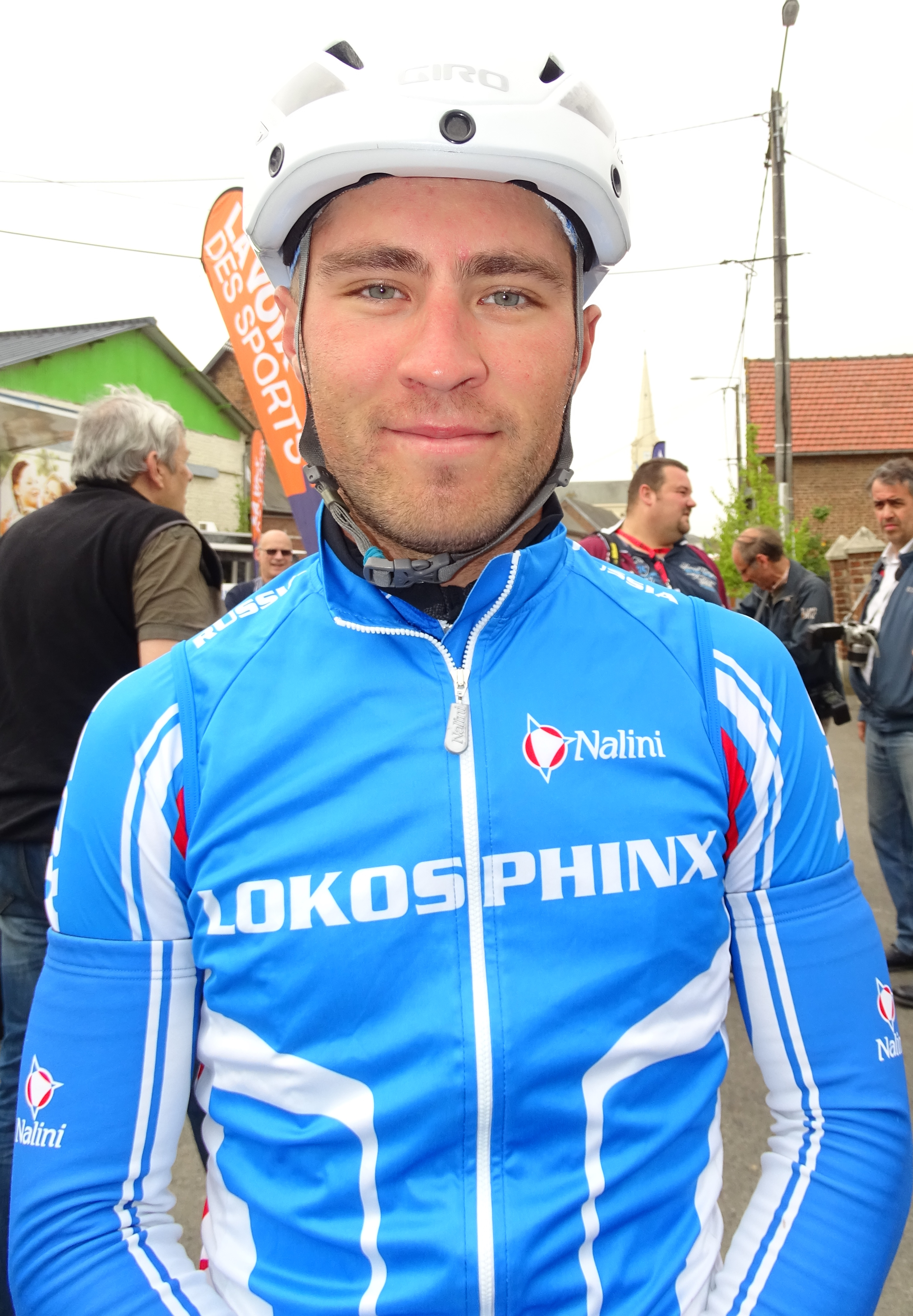

## Bilan de la saison

### Victoires
| Date       | Course                                                | Pays     | Classe | Vainqueur       |
| ---------- | ----------------------------------------------------- | -------- | ------ | --------------- |
| 18/04/2015 | 2e étape du Tour de Castille-et-León                  | Espagne  | 2.1    | Sergey Shilov   |
| 09/05/2015 | 1re étape du Tour de la communauté de Madrid          | Espagne  | 2.1    | Evgeny Shalunov |
| 10/05/2015 | Classement général du Tour de la communauté de Madrid | Espagne  | 2.1    | Evgeny Shalunov |
| 09/07/2015 | Prologue du Trophée Joaquim-Agostinho                 | Portugal | 2.2    | Sergey Shilov   |
| 11/07/2015 | 2e étape du Trophée Joaquim-Agostinho                 | Portugal | 2.2    | Sergey Shilov   |
| 19/07/2015 | Trophée Matteotti                                     | Italie   | 1.1    | Evgeny Shalunov |

### Classement UCI

#### UCI America Tour
L'équipe Lokosphinx termine à la 55e place de l'America Tour avec 2 points. Ce total est obtenu par l'addition des points des huit meilleurs coureurs de l'équipe au classement individuel, cependant seul un coureur est classé,.
| Rang | Coureur           | Points |
| ---- | ----------------- | ------ |
| 447  | Kirill Sveshnikov | 2      |